# ゴーギャン タヒチ、楽園への旅
『ゴーギャン タヒチ、楽園への旅』（ゴーギャン タヒチらくえんへのたび、Gauguin - Voyage de Tahiti）は2017年のフランスの伝記映画。
監督はエドワール・ドゥリュック、出演はヴァンサン・カッセルとチュアイ・アダムズなど。
19世紀後半に新天地を求めて南太平洋の島タヒチへと旅立ったフランスの画家ポール・ゴーギャンがその地で見いだした楽園生活の実態を描いている。

## ストーリー
画家ポール・ゴーギャンが初めてタヒチに赴く直前の1891年のパリからフランスに戻るまでの1893年までを描いている。

## キャスト
※括弧内は日本語吹替
- ポール・ゴーギャン: ヴァンサン・カッセル（山路和弘） - フランスの画家。
- テフラ: チュアイ・アダムズ（宇田川紫衣那） - ゴーギャンのタヒチでの幼妻。
- アンリ・ヴァラン: マリック・ジディ（斎藤寛仁） - タヒチの医師。
- ヨテファ: プア＝タイ・イクティニ（河原秀明） - ゴーギャンのタヒチでの弟子。
- メット・ゴーギャン: ペルニール・ベルゲンドルフ（森本73子） - ゴーギャンの妻。
- ステファヌ・マラルメ: マルク・バルベ - ゴーギャンの芸術家仲間。
- エミール・シェフネッケル: サミュエル・ジュイ（フランス語版） - ゴーギャンの画家仲間。